# Barbara Dunin
Barbara Dunin-Kurtycz z domu Nowina-Konopka (ur. 3 grudnia 1943 w Krakowie, zm. 12 stycznia 2020 w Warszawie) – polska piosenkarka.

## Życiorys
Karierę solową rozpoczęła w 1964 w Estradzie Krakowskiej, a po ślubie z piosenkarzem i kompozytorem Zbigniewem Kurtyczem występowała z nim w duecie. Ich największym przebojem była piosenka „Żeby się ludzie kochali”. W 1966 za utwór „Nic się nie zmieniło” zdobyła wyróżnienie podczas festiwalu w Rostocku. Grała w programie „Przy szabasowych świecach” w Starym Teatrze w Krakowie. W 2006 wspólnie z mężem otrzymała wyróżnienie Złote Liście Retro. W maju 2012 została odznaczona Brązowym Medalem „Zasłużony Kulturze Gloria Artis”.
Zmarła 12 stycznia 2020 w Warszawie. Została pochowana w grobowcu rodzinnym w Modlnicy.
W 2002 Janusz Horodniczy nakręcił film Nasze Gwiazdy o Dunin i Kurtyczu.